# Lucas do Rio Verde
Lucas do Rio Verde est une ville et une municipalité de l'État du Mato Grosso au Brésil.

## Transports
- Aéroport de Lucas do Rio Verde, situé à 4 km du centre-ville de Lucas do Rio Verde.

## Sports
La ville dispose de son propre stade de football, le Stade municipal Passo das Emas, dans lequel évolue le principal club local du Luverdense Esporte Clube.